# United Game Artists
A United Game Artists (ユナイテッド・ゲーム・アーティスツ, Yunaiteddo gēmu ātisuto) (UGA) foi uma subsidiária da Sega sediada em Shibuya, Tóquio, Japão. Foi fundada por Tetsuya Mizuguchi, um desenvolvedor de jogos eletrônicos que tinha experiência com a divisão AM3 da Sega. Depois de sair deste estúdio, com Kenji Sasaki, para formar a AM Annex, Mizuguchi deixou a equipe de Sasaki para formar outra divisão. Este estúdio mais tarde seria conhecido como Sega Consumer Development 4 (CS4) e Research and Development #9 (R&D #9, ou AM9) enquanto um departamento da Sega, antes de se tornar a UGA como uma subsidiária integral da empresa.
A AM Annex foi criada a partir da separação de uma equipe da Sega AM3, que Mizuguchi descreveu como uma mudança para criar um departamento menor com um ambiente de trabalho diferente. Mizuguchi selecionou a mão a equipe que se juntaria a ele na AM Annex, que trabalhou no arcade de corrida Sega Touring Car Championship [en]. Mizuguchi mais tarde se separou do desenvolvedor da Sega AM5 Kenji Sasaki e se mudou para Shibuya, onde operou a CS4/R&D #9. Mizuguchi posteriormente recebeu orientação para criar um jogo que atraísse um amplo espectro de pessoas, levando ao desenvolvimento de Space Channel 5 para o Dreamcast. Juntamente com outras divisões de desenvolvimento de jogos da Sega, a divisão de Mizuguchi foi separada em uma subsidiária integral da Sega em 2000. Mizuguchi deu à sua nova empresa o nome de United Game Artists e foi instalado como CEO. A divisão desenvolveria Space Channel 5: Part 2 [en] e Rez [en]. Em 2003, devido a problemas financeiros, a United Game Artists foi incorporada pela Sonic Team, outra subsidiária da Sega. Mizuguchi posteriormente deixou a Sega em outubro daquele ano.
Vários jogos desenvolvidos pela United Game Artists são notáveis por sua recepção. Space Channel 5 é frequentemente creditado como tendo um conceito único que ajudou a criar jogos baseados em música. Rez é um título muito bem recebido pela crítica. Jogos de arcade da AM Annex, como Sega Rally 2, permaneceram populares anos após seu lançamento.

## História

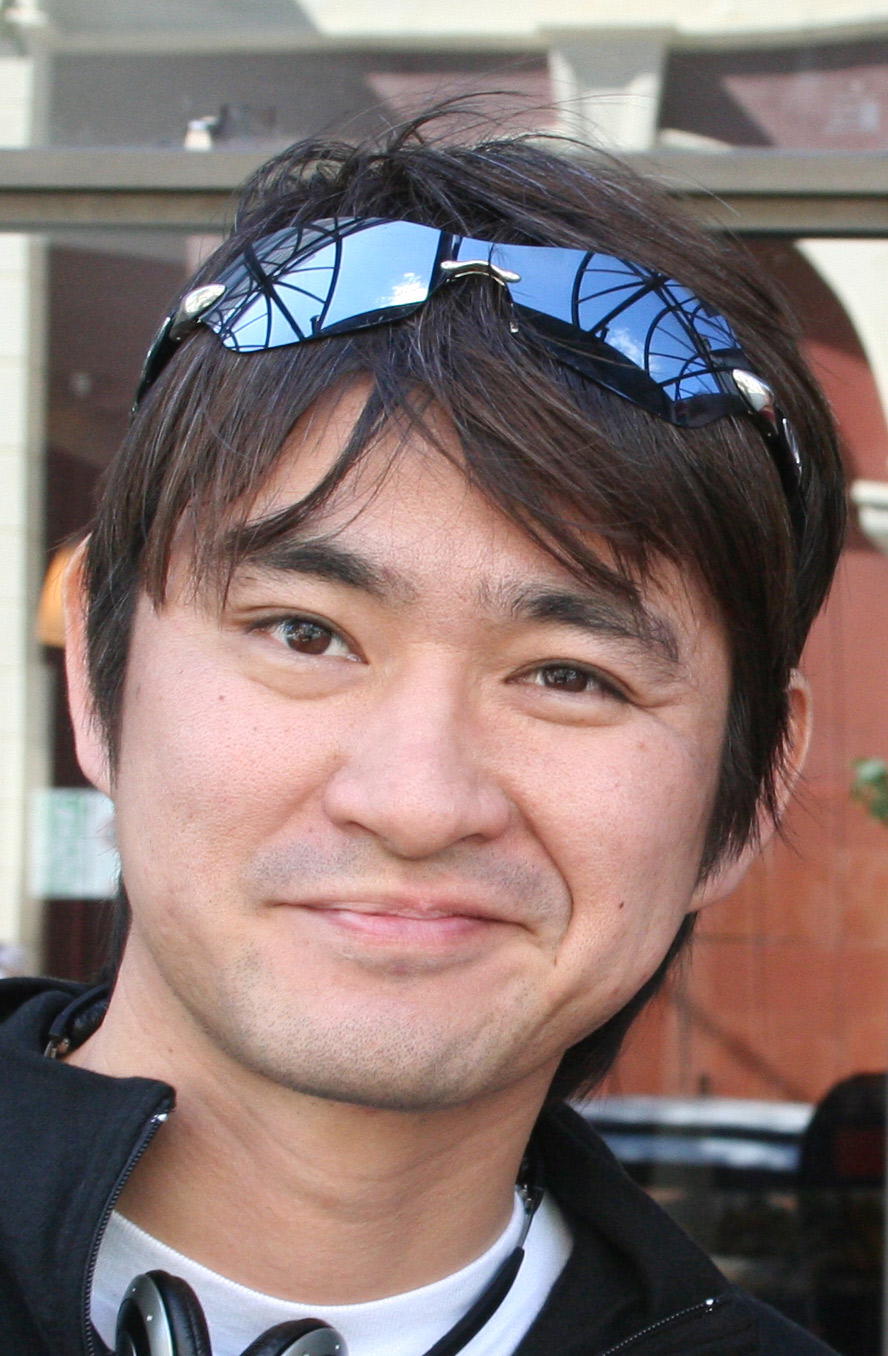
Tetsuya Mizuguchi, fundador da AM Annex, que mais tarde se tornou United Game Artists

Tetsuya Mizuguchi ingressou na Sega em 1990 como designer de cabines de arcade. Antes de entrar na indústria de jogos eletrônicos, Mizuguchi se formou em literatura na Faculdade de Artes da Universidade Nihon. Questionado sobre como ele escolheu uma carreira em jogos, ele explicou: "Eu preferia fazer algo em relação aos sentidos humanos ou entretenimento — algo mais em relação à natureza humana, um campo onde eu pudesse fazer alguma pesquisa [...] Ao contrário das artes, onde muitas vezes é uma questão de gosto se algo é bom ou não, criar um bom entretenimento interativo é mais facilmente definível. Eu escolhi a Sega porque estava usando novas tecnologias e eu era capaz de estudar coisas como movimentos humanos." Mizuguchi expressou que originalmente não tinha interesse em fazer jogos e queria se envolver em outras áreas de entretenimento, incluindo a criação de parques temáticos e atrações. Durante seu tempo na Sega, Mizuguchi desenvolveu um "passeio" interativo intitulado Megalopolis, combinando gráficos poligonais 3D embrionários e CGI com a experiência física do simulador de movimento hidráulico "AS-1". Ele também produziu o simulador de corrida Sega Rally Championship e Manx TT Super Bike [en].
Em 1996, enquanto trabalhava como produtor para a divisão AM3 da Sega, Mizuguchi se encontrou com Hisashi Suzuki, o gerente da divisão. Ambos concordaram em criar um novo departamento separado da AM3, que seria chamado de AM Annex. Mizuguchi selecionou ele mesmo uma equipe inicial de seis ou sete pessoas, que mais tarde cresceria em número. O primeiro jogo que a AM Annex começou a desenvolver foi Sega Touring Car Championship [en], na placa de arcade Model 2, e Mizuguchi também contribuiu com Sega Rally 2. De acordo com Hisao Oguchi, mais tarde chefe da AM3, Mizuguchi e o desenvolvedor Kenji Sasaki partiram da AM3 com a equipe de Sega Rally Championship, e Mizuguchi mais tarde optou por deixar Sasaki depois de receber seu próprio departamento AM e estabelecer o desenvolvimento em Shibuya. Sasaki tornou-se chefe da AM5, mais tarde renomeada para Sega Rosso.

Logo da Sega Research and Development #9 (R&D #9) antes de se tornar United Game Artists

O departamento de Mizuguchi em Shibuya tornaria-se conhecido como Sega Consumer Development 4 (CS4) e Sega Research and Development #9 (R&D #9), também conhecido como AM9. Durante o período, o departamento desenvolveu Space Channel 5 para o Dreamcast. Mizuguchi havia sido encarregado pela Sega de criar um jogo que tivesse um apelo amplo o suficiente para atrair jogadoras casuais. Para conseguir isso, Mizuguchi realizou entrevistas com meninas para descobrir o que elas gostavam. Ele comentou que é difícil criar um jogo que agrade a ambos os sexos, devido aos diferentes desejos nos jogos. Durante o desenvolvimento de Space Channel 5, Mizuguchi notou um estágio no desenvolvimento em que o jogo era "legal, mas não tão divertido", e então ele tentou introduzir elementos inspirados em Stomp. A fim de aliviar o clima com sua equipe, Mizuguchi convidou um artista de mímica para visitar o departamento e ajudar sua equipe a relaxar.
Em 2000, a Sega separou suas divisões de desenvolvimento em empresas subsidiárias. A R&D #9 se tornou United Game Artists (UGA) e Mizuguchi foi instalado como seu CEO. De acordo com Mizuguchi, o nome era um que ele queria usar para um estúdio de jogos eletrônicos por algum período de tempo. Com a UGA, Mizuguchi estabeleceu o objetivo de criar jogos para um público mundial, mas não com qualquer gênero particular em mente. Ao mudar o foco de jogos de corrida para jogos baseados em música, Mizuguchi observou que, enquanto os jogos de corrida eram uma boa maneira de mostrar gráficos CGI, o lançamento do Dreamcast deu oportunidades para criar músicas melhores, e ele queria incorporar a interatividade com a música em jogos.
O próximo título da UGA foi Rez [en], um rail shooter musical. Mizuguchi incialmente considerou o conceito de jogos eletrônicos como forma de arte [en] após jogar Xenon 2 Megablast [en]. Mais tarde, enquanto viajava pela Europa em 1997, Mizuguchi foi levado ao Street Parade [en] em Zurique, durante o qual houve um grande concerto de electronic dance music com a presença de cerca de 300 mil pessoas. Mizuguchi foi levado pelas imagens e sons ao seu redor e reconheceu como essa experiência era semelhante à inspiração que Wassily Kandinsky, um pintor russo, havia canalizado para "[pintar] uma tela dos sons que ele viu". Ele viu essa ligação com suas ideias anteriores e imaginou um jogo em que alguém derrubaria inimigos no ritmo da batida da música que colocaria o jogador em transe, usando um tema de sinestesia, formando a base de Rez. Mizuguchi e sua equipe começaram a pesquisar como estruturar esse jogo, visitando clubes e participando de festivais de bateria Taiko. Mizuguchi expressou que apresentar Rez aos executivos da Sega foi difícil até que a gerência tivesse a oportunidade de experimentar o jogo, devido à dificuldade em descrever o conceito em palavras. Rez foi bem recebido no lançamento, como foram seus relançamentos em consoles posteriores.
O lançamento final da UGA foi Space Channel 5: Part 2 [en]. De acordo com Mizuguchi, apesar das baixas vendas do jogo original, Part 2 foi mais fácil de apresentar do que Rez devido à existência de uma base estabelecida de fãs do original, bem como a proeminência de telefones móveis e a MTV. Part 2 foi projetado usando gráficos em tempo real em vez dos planos de fundo pré-renderizados do jogo original para fazer o jogo parecer mais com um filme. Space Channel 5: Part 2 foi lançado na Europa e no Japão, mas não faria sua estreia nos Estados Unidos até o lançamento da coletânea Space Channel 5 Special Edition para o PlayStation 2.
Em setembro de 2003, a Sega realizou uma reestruturação interna de seu quadro de funcionários. Entre essas mudanças estava a dissolução da United Game Artists e a transferência de seus membros para a Sonic Team. No mês seguinte, Mizuguchi deixou a Sega. De acordo com Mizuguchi sobre sua decisão, "Naquela época, eu tinha duas opções, basicamente. Uma era me ajustar com a empresa, ou a empresa se ajustar a mim, mas a última era impossível. Então decidi deixar a Sega. Para mim, acho que essa é uma escolha muito saudável, porque agora posso fazer meus próprios jogos." Mizuguchi fundou posteriormente a Q Entertainment [en]. Ele expressou que estaria aberto a trabalhar com a Sega novamente.

## Recepção dos jogos
Os títulos desenvolvidos pelas equipes de Mizuguchi na Sega e United Game Artists são conhecidos por seu desenvolvimento e singularidade. A série Sega Rally manteve um nível de popularidade mais de uma década após seu lançamento, resultando no desenvolvimento posterior de Sega Rally 2006 [en]. Sobre a série Sega Rally, Mizuguchi disse aos membros de sua antiga equipe: "é seu jogo, não meu!", dando crédito à sua equipe pelo jogo. Mizuguchi também creditou seu trabalho em jogos de corrida com a AM Annex como sendo a melhor maneira de exibir gráficos CGI na época. Space Channel 5 não vendeu bem, mas foi retrospectivamente chamado de "destaque" no Dreamcast e descrito como "diferente de tudo antes dele". A USA Today deu à versão de Dreamcast a nota máxima de quatro estrelas e disse que era "tudo sobre diversão, e [Space Channel 5] entrega com uma música". A Entertainment Weekly deu à mesma versão um A- e disse que "jogadores de todas as idades, sem dúvida, vão querer ajudar Ulala a recuperar seu ritmo — se não colocar as mãos em um par dessas botas". Travis Fahs da IGN chamou Space Channel 5 de "um produto de alguma forma maior que a soma de suas partes", e que a apresentação de Part 2 foi polida a tal ponto que elevou o jogo a um novo nível."
Rez, em particular, recebeu muitos comentários positivos e vários relançamentos. O jogo recebeu um prêmio da Agência do Festival de Arte de Mídia para Assuntos Culturais no Japão. Escrevendo à Games [en] em 2002, o revisor Thomas L. McDonald descreveu Rez como "um jogo que cria seu próprio nicho: o rail shooter musical abstrato de art-house", e enfatizou as diferenças do jogo dos tradicionais jogos de ritmo enquanto observa que "o resultado é incrível, mas tentar descrevê-lo em palavras é como tentar esculpir Jell-O. Simplificando, é como nada que você já viu antes." O jogo viria a ser o vice-campeão na categoria "Eletrônico - Puzzle e Clássico" no anual "The Games 100" da Games. Em 2009, a Edge inseriu o jogo na posição 49 em sua lista dos "100 melhores jogos para jogar hoje", chamando-o de "surpreendente de assistir [e] excepcionalmente absorvente para jogar". Em 2012, Rez foi inserido na lista dos 100 maiores jogos eletrônicos de todos os tempos da Time. Rez foi relançado em 2007 para o Xbox 360 como Rez HD. Mizuguchi observou que ele "sempre sonhou [em ver o jogo] com uma tela larga de alta definição e um som muito bom", e descreveu o jogo como "100 por cento o mesmo" que a versão original do Dreamcast. Depois de ver o potencial da realidade virtual, Mizuguchi criou um novo estúdio de desenvolvimento, Enhance Games, para desenvolver Rez nesta tecnologia como Rez Infinite para o PlayStation 4. Rez Infinite recebeu ampla aclamação da crítica. O Metacritic atribuiu ao jogo uma pontuação de 89 em 100, com base em 44 críticas, tornando Rez Infinite o jogo em PSVR mais bem avaliado do site. O jogo recebeu elogios unânimes por sua imersão, senso de lugar, design visual e sonoro e seu novo nível Area X. Apesar da idade de suas iterações anteriores, muitos revisores o consideraram o melhor título de PSVR até aquela data e um jogo essencial para quem possui o dispositivo. Martin Robinson da Eurogamer chamou o jogo de "obra-prima moderna", e Alexa Ray Corriea da GameSpot considerou ser "um novo clássico". Lucas Sullivan da GamesRadar achou que o jogo "atinge todo o seu potencial com o PSVR", enquanto a Edge resumiu: "Rez Infinite tem 15 anos e é o melhor jogo de VR de 2016."
Segundo Fahs (IGN), a United Game Artists tem um legado ligado ao do Dreamcast, embora todos os seus jogos tenham sido portados para o PlayStation 2. Ele afirmou que elementos do que era UGA podem ser encontrados nos jogos da Sonic Team Feel the Magic: XY/XX [en] e The Rub Rabbits! [en], e que quando se trata de seu legado, "a UGA transformou críticas banais de 'estilo sobre substância' em um distintivo de honra. Seu curto prazo provou o quão longe a apresentação deslumbrante poderia ir."